# Pseudanophthalmus barberi
Pseudanophthalmus barberi är en skalbaggsart som beskrevs av René Gabriel Jeannel. Pseudanophthalmus barberi ingår i släktet Pseudanophthalmus och familjen jordlöpare. Inga underarter finns listade i Catalogue of Life.